# St. Olavs skrin
St. Olavs skrin eller Olavsskrinet blev benyttet til at opbevare Olav den Helliges legeme bag højalteret i Nidarosdomen. I knap 500 år havde det stor symbolværdi for Norge, Norden og Nordeuropa. St. Olavs skrin både indleder og afslutter middelalderen som historisk epoke i Norge. Det bestod af tre skrin inden i hinanden, og var den vigtigste og mest kostbare genstand i Norge i middelalderen. Efter reformationen i 1536-1537 blev Olavsskrinet ødelagt af danske myndigheder, mens Olavs legeme siden 1568 har ligget i en ukendt grav i eller udenfor Nidarosdomen.